# Esporte Clube Milan
O Esporte Clube Milan é um clube de futebol profissional brasileiro, localizado na cidade de Júlio de Castilhos, Rio Grande do Sul. Participou da Segundona Gaúcha em 1995, 1996, 2008, 2009, 2010, 2011 e 2012. Em fim de 2013 anunciou a inatividade das disputa do Segunda Divisão Gaúcha.
Recentemente, o clube voltou a estar inativo das competições de futebol profissional do Rio Grande do Sul. O clube é resultado da fusão do E. C. Castilhense e da S. E. Cometa.